# Sergej Klevtjenja
Sergej Konstantinovitj Klevtjenja (ryska: Сергей Константинович Клевченя), född den 21 januari 1971 i Barnaul, Ryska SFSR, Sovjetunionen, är en rysk skridskoåkare.
Han tog OS-silver på herrarnas 500 meter och OS-brons på herrarnas 1 000 meter i samband med de olympiska skridskotävlingarna 1994 i Lillehammer.